# Ajain
Ajain este o comună în departamentul Creuse din centrul Franței. În 2009 avea o populație de 1.098 de locuitori.

## Evoluția populației
| An        | 1975 | 1982 | 1990 | 1999  | 2006  | 2009  |
| --------- | ---- | ---- | ---- | ----- | ----- | ----- |
| Populație | 887  | 932  | 982  | 1.034 | 1.092 | 1.098 |